# Château de Châteaugiron
 (mai 2010).
Le château de Châteaugiron est une forteresse médiévale située dans la commune de Châteaugiron dans le département d'Ille-et-Vilaine, en France.
Rénovée au XVe siècle par Jean de Derval, il subsiste d'importants vestiges. Le château possédait six tours, un châtelet d'entrée avec un pont levis et un logis seigneurial. Il abrite le musée Gourdel.

## Historique
Anquetil, un chevalier originaire de Normandie escorte jusqu'à Rennes, Havoise, sœur du duc de Normandie, qui s'apprête à épouser Geoffroy Ier, le duc de Bretagne. En 1008, Alain III, nouveau duc de Bretagne et fils d'Havoise, offre des terres à Anquetil pour le remercier. Ce dernier y construit un château, avant de mourir en 1039. Giron, son fils, en hérite et le rénove. Il donne au passage son nom à la ville, qui devient Châteaugiron. 
Situé sur le chemin des Marches de Bretagne, ancienne zone frontalière entre la Bretagne et la France, le château a, pendant des siècles, occupé un rôle stratégique : la défense du territoire breton. Le château de Châteaugiron était équipé de six tours et perché au-dessus de la rivière de l'Yaigne. 
Dans l'entrée du donjon, les chevaliers pouvaient prendre au piège les intrus en abaissant la herse. L'imposante grille les empêchait d'entrer ou de sortir du donjon.
La partie la plus ancienne est constituée par le chœur de la chapelle castrale de style roman (XIIe siècle), à vaisseau unique et couverte de charpente. Son existence est attestée dès 1184 (cartulaire de Saint Mélaine de Rennes). C’est l’un des rares exemples de chapelle castrale conservé en Bretagne. Le chœur roman de la chapelle s’achève par une abside en cul de four percée de trois petites fenêtres de plein cintre très ébrasées. Lors de la restauration de la chapelle en 2007, des peintures murales fragmentaires de différentes époques — XIIe – XVe siècles dans le chœur, XVIIe siècle dans la nef — ont été découvertes. 
Quatre tours se dressent encore : le donjon, à l'origine indépendant du château, qui domine la ville du haut de ses 38 mètres ; la tour de l'Horloge qui servit de beffroi ; les tours du Guet et du Cardinal, elles furent sans doute édifiées par Jean de Derval et ont conservé leur chemin de ronde sur mâchicoulis. 
Le château est progressivement abandonné au XVIIe siècle, lorsque la ville est décimée par la peste. Il sera racheté au XVIIIe siècle par de riches parlementaires, les Le Prestre, qui la transforment en une maison de plaisance, avant que la mairie ne s'y installe au XIXe siècle. Les transformations de la famille Le Prestre consistèrent à remodeler et agrandir le logis dans un style d'architecture à la française. C'est ainsi que l'une des tours d'angle fut démolie pour laisser place à un pavillon avec galerie en bois qui se continuait sur l'ancien chemin de ronde. 
De grands jardins furent aménagés alors que l'ancien châtelet d'entrée qui permettait l'accès au château depuis la ville fut lui aussi remanié dans un ensemble de bâtiments aujourd'hui disparus.
Des expositions d'art contemporain sont proposées afin de mettre en avant certaines parties du château. Comme dans l'ancienne chapelle, devenue un centre culturel.
Le château bénéficie de multiples protections au titre des monuments historiques : une inscription en 1929 pour le château, un classement en 1931 pour les tours, et un classement en 1993 pour les façades et toitures de l'ensemble du château.

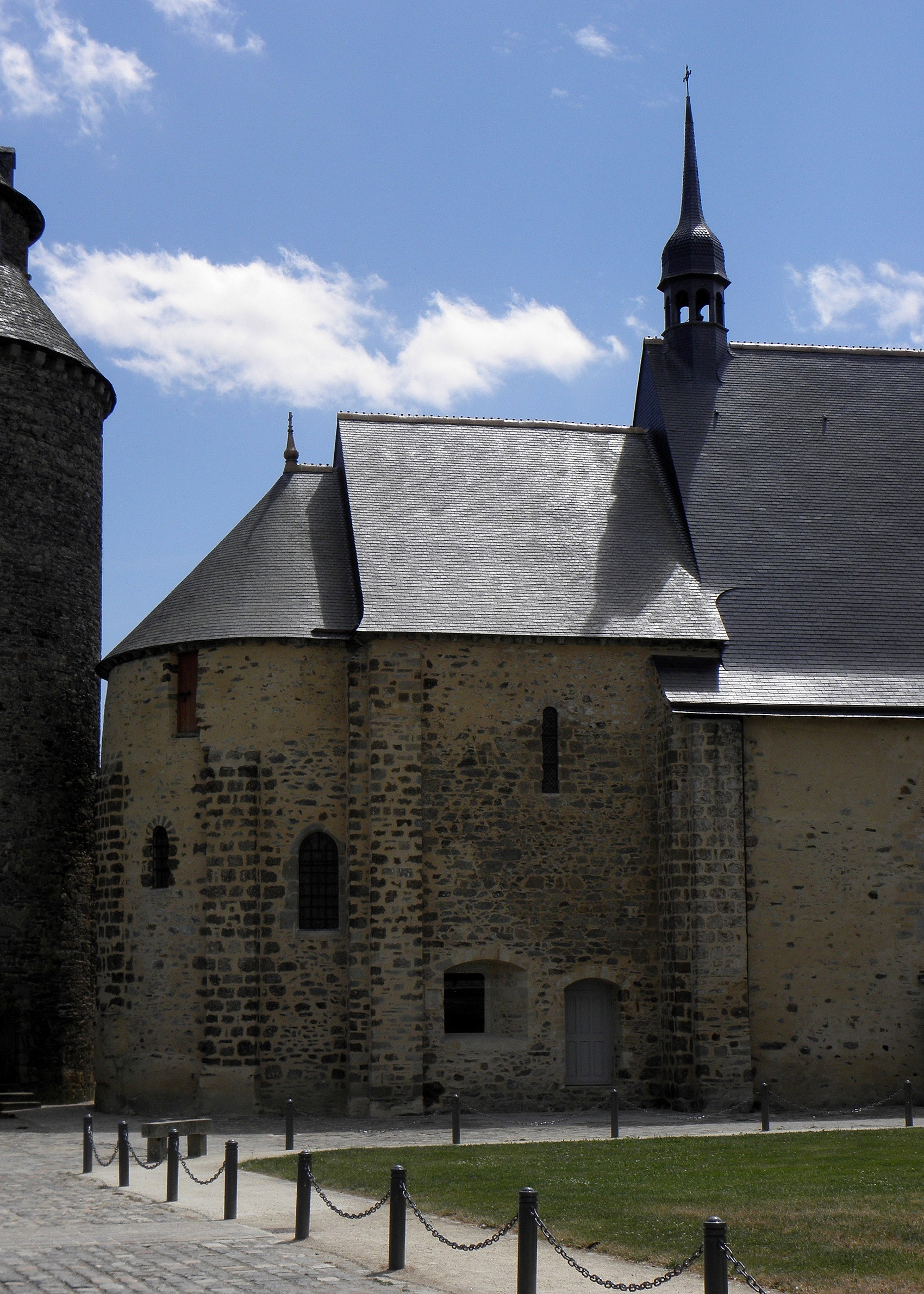
Le chœur roman de la chapelle.
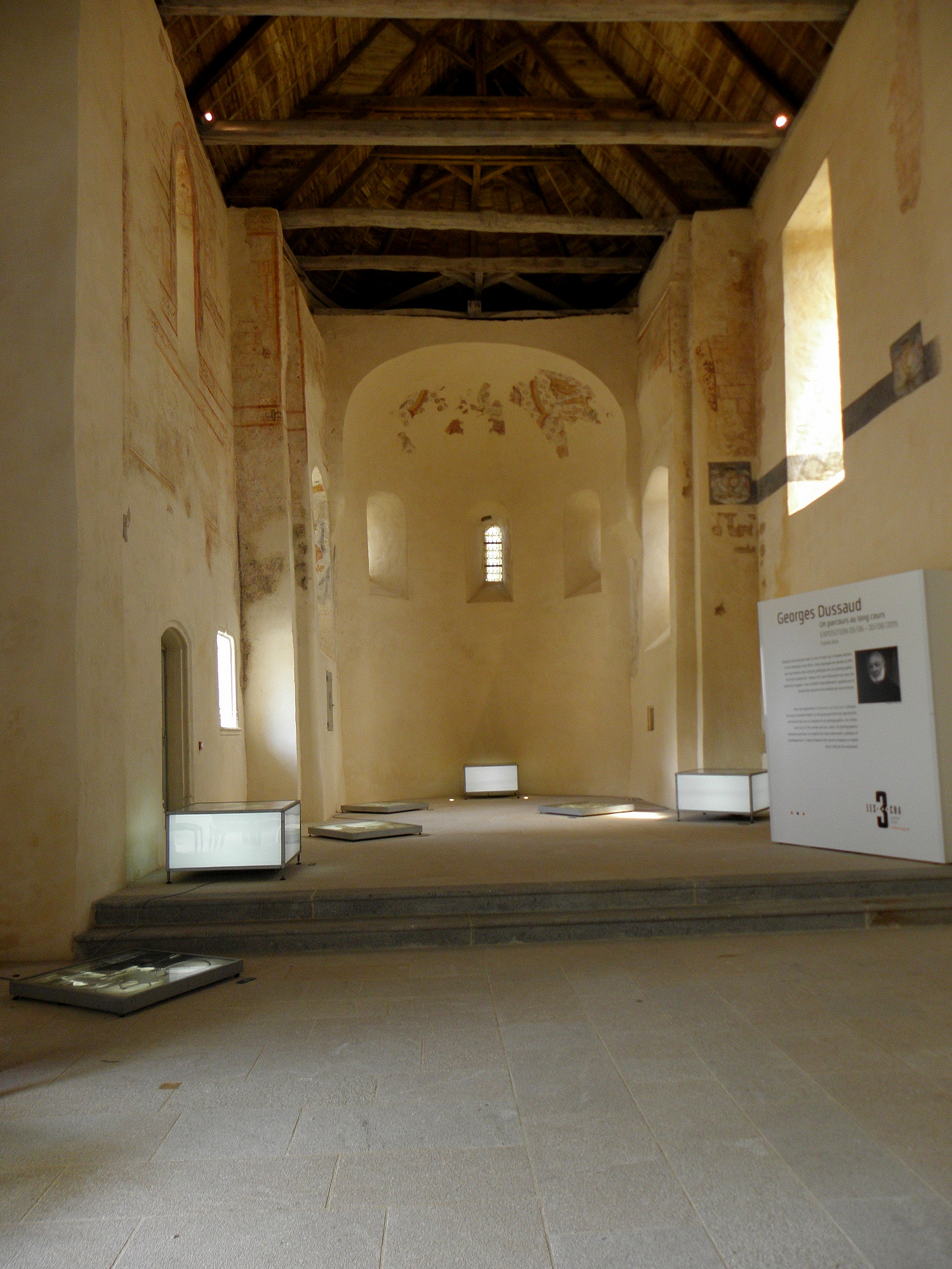
Intérieur de la chapelle.
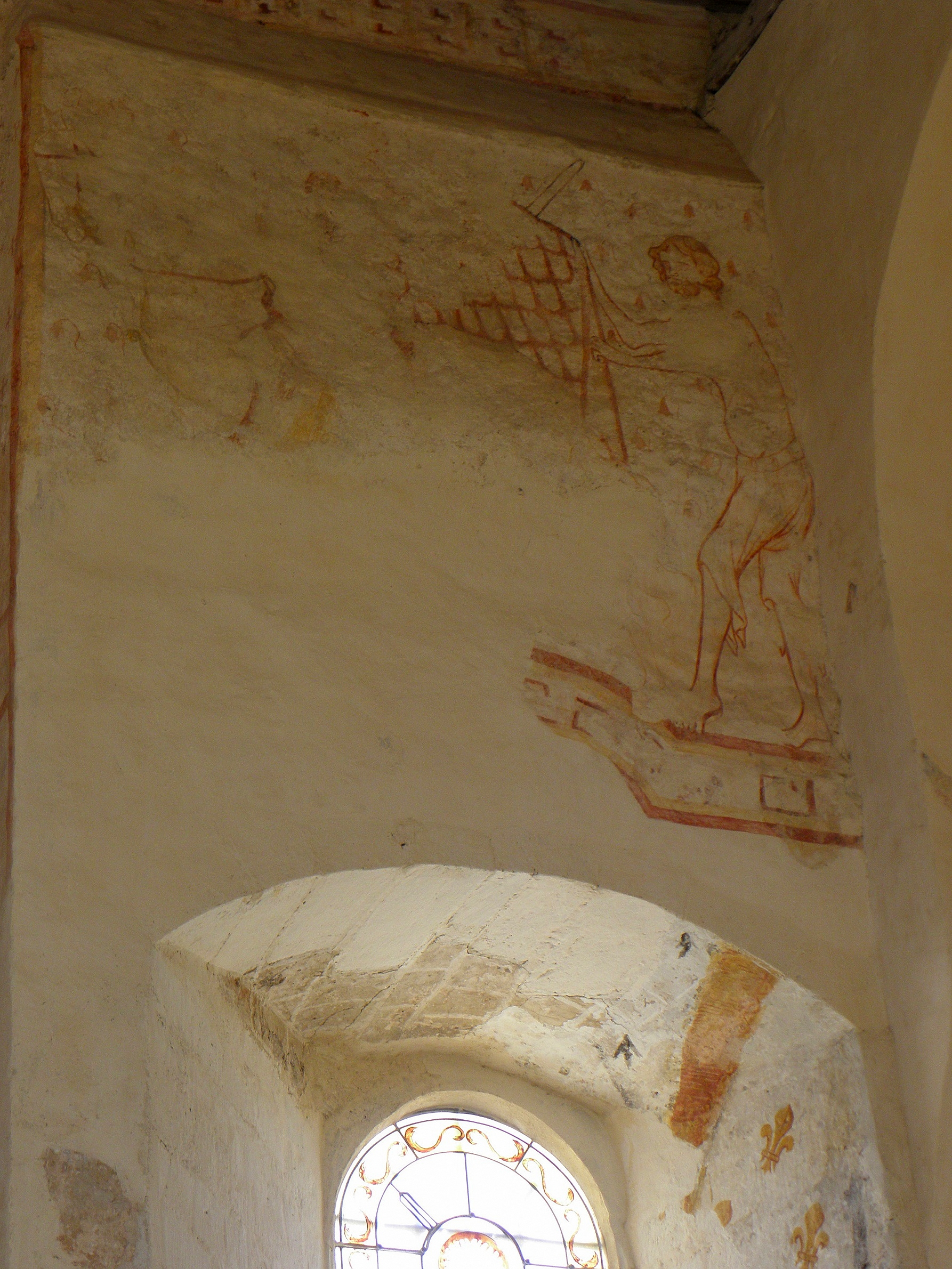
Détail des fresques de la chapelle.
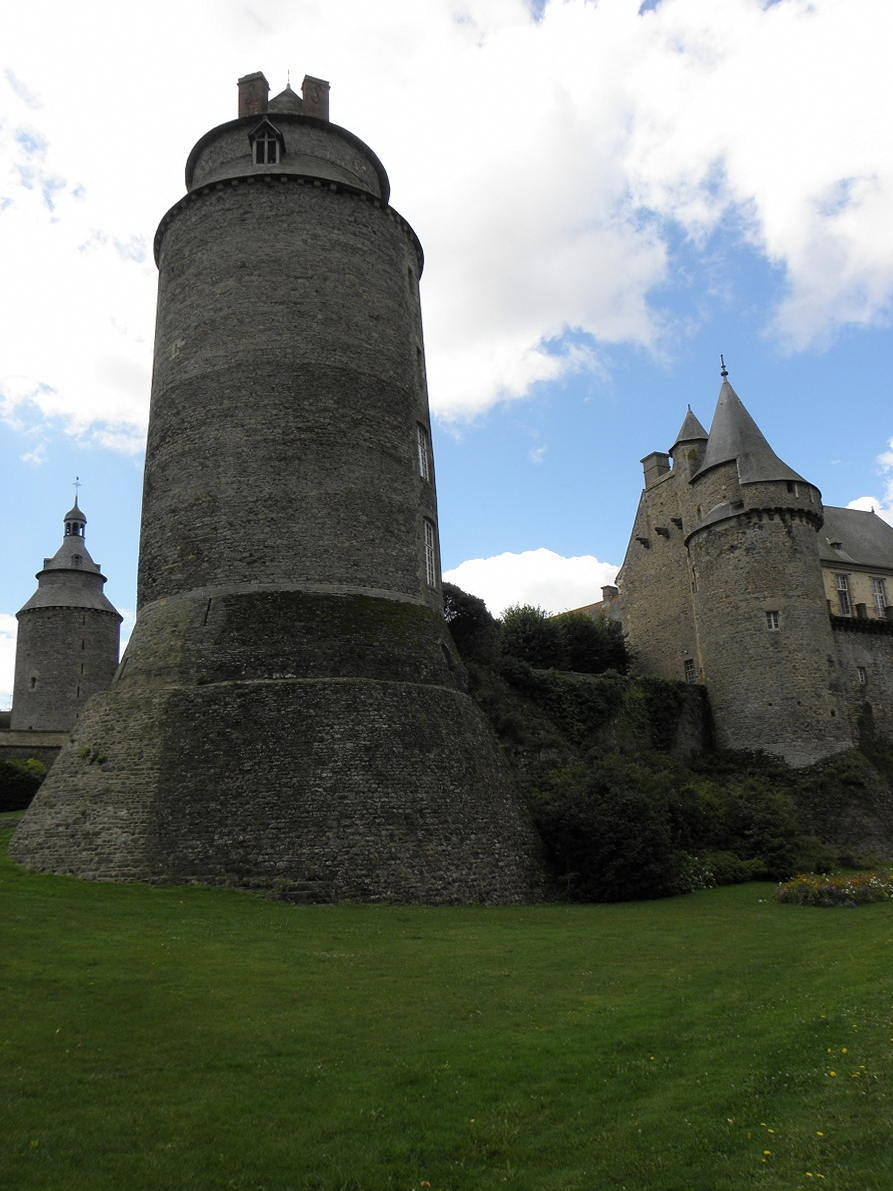
La tour de l'horloge, le donjon et la tour du cardinal.
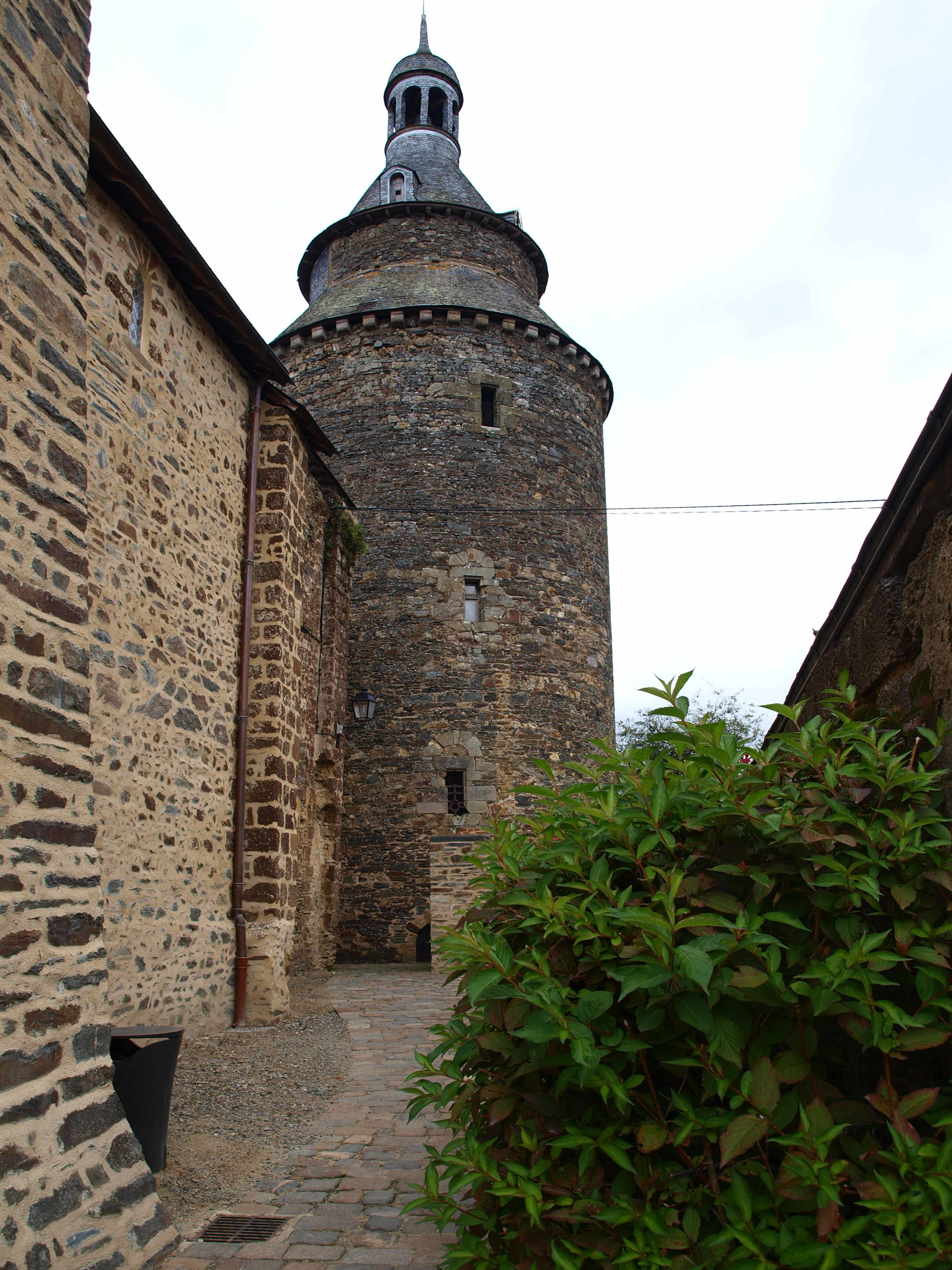
La tour de l'horloge.
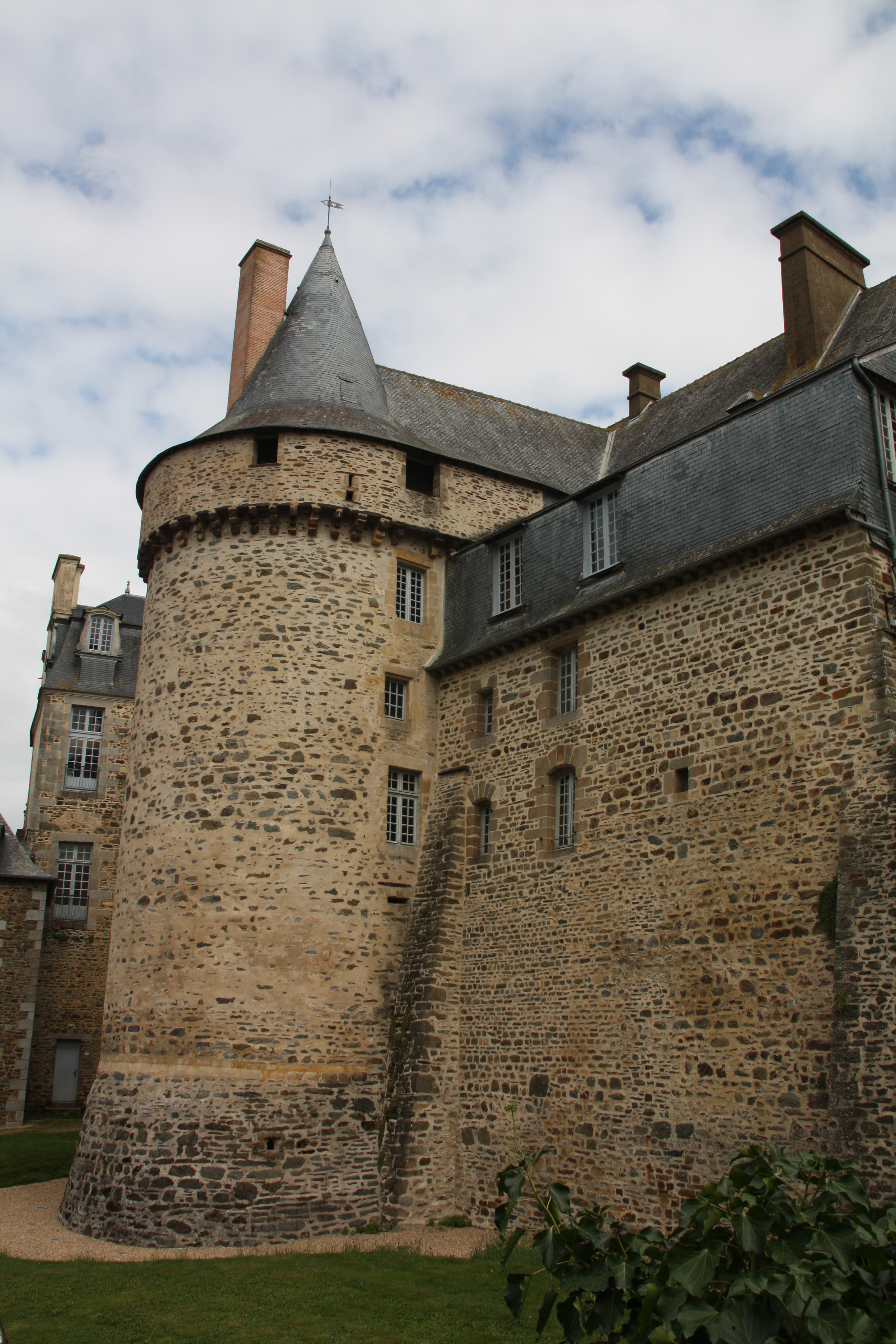
La tour du guet.

### Musée Gourdel
Le château abrite le musée Gourdel dédié aux sculpteurs Julien et Pierre Gourdel, originaires de Châteaugiron.